# 東唐津
東唐津（ひがしからつ）は、佐賀県唐津市の地名。郵便番号は847-0017。

## 地形
唐津平野のほぼ中心に位置し、唐津湾を望む。東唐津の南に松浦川が位置する。
東西に長い砂丘地形である。かつては満島山があったが、満島山に唐津城が築かれると同時に松浦川と波多川の統合により満島山東側に松浦川河口が作られた。
東側には日本三大松原の一つ虹の松原が東へ広がる。

## 地域
かつては満島と呼ばれていたが、戦後は満島から川口町・新築町・大正町・松浦町・宮ノ町に分かれた。1965年に東唐津に改名され、現在は1～4丁目まで存在する。
隣接する地域は鏡、松浦川を隔てて東城内・東町に橋がかかる。

### 街区
江戸時代や明治時代から続く古い家屋が多い。昭和初期は上海租界から外国人の避暑地として栄えた。現在も数件の宿があり、松原の近くにはホテルの姿が目立つ。
現在は東唐津という地名になっているが、漁港は満島漁港として名前を残す。

## 歴史
かつては満島と呼ばれていた。海上から浮いているように見えることから「浮島」と呼ばれていた。「浮島」「水島」が訛って「満島」と呼ばれるようになった。
その後寺沢広高が唐津に赴任し唐津城築城の際に松浦川と波多川の一本化の際に満島山の東側に松浦川の河口を作り今の地形を作り出す。
江戸時代には唐津藩の海運物流の拠点として栄えた。高島沖には待機する船でごった返し、幕末時は石炭の積み出しで賑わいこの地域から多くの豪商が生まれた。
更に陸路の要所でもあり関所も設けられ、唐津藩の参勤交代のスタート地点となる。
しかし明治30年にあたりになると港の機能は大島に移転し港町の繁栄が終わる。
その後は満島に鉄道（筑肥線）がひかれ唐津の玄関口としての機能を果たす。

## 世帯数と人口
2022年（令和4年）2月1日現在の世帯数と人口は以下の通りである。
| 町丁        | 世帯数  | 人口    |
| ----------- | ------- | ------- |
| 東唐津1丁目 | 124世帯 | 253人   |
| 東唐津2丁目 | 162世帯 | 336人   |
| 東唐津3丁目 | 169世帯 | 352人   |
| 東唐津4丁目 | 170世帯 | 278人   |
| 計          | 625世帯 | 1,219人 |

## 小・中学校の学区
市立小・中学校に通う場合、学区は以下の通りとなる。
| 番地 | 小学校               | 中学校             |
| ---- | -------------------- | ------------------ |
| 全域 | 唐津市立東唐津小学校 | 唐津市立第五中学校 |

## 施設
- 虹の松原
- 東唐津公民館
- 唐津市立東唐津小学校
- 唐津玄海（漁協）満島連絡所
- 洋々閣
- 唐津シーサイドホテル
- ダイワロイヤルホテルホテル＆リゾーツ佐賀唐津
- 虹の松原ホテル
- 安養寺
- 宝昌寺
- 東唐津郵便局

## 交通アクセス

### 道路
- 佐賀県道347号虹の松原線
- 市道東唐津久里線

橋
- 松浦橋
- 舞鶴橋

### 鉄道
初代東唐津駅は町内にあり、唐津の玄関口として栄えたが、1983年に筑肥線新線開業し、旧線が廃止されたことにともない、東唐津駅は松南町に移転した。